# Pásovka černá
Pásovka černá (Idiacanthus atlanticus) je mořská ryba z čeledi Stomiidae vyskytující se v jižní části Tichého, Atlantského a Indického oceánu, kde žijí v hloubkách až 2 000 metrů. Vyskytuje se u nich výrazný pohlavní dimorfismus. Samičky dorůstají délky až 40 centimetrů, mají černou barvu a nápadné dlouhé ostré zuby. Samečci bývají pouze 5 centimetrů velcí, nemají zuby ani funkční střeva a jsou spíše hnědí než černí. Jejich potravu tvoří jiné ryby.